# چیرالا
چیرالا (به انگلیسی: Chirala) یک زیستگاه انسانی در هند است که در ناحیه پراکاسام واقع شده‌است.

## خصوصیات
چیرالا ۱۳٫۳۰ کیلومترمربع مساحت و ۸۷٬۲۰۰ نفر جمعیت دارد و ۴ متر بالاتر از سطح دریا واقع شده‌است.